# Rimae Aristarchus
Le Rimae Aristarchus sono una struttura geologica della superficie della Luna.